# スージー (チンパンジー)

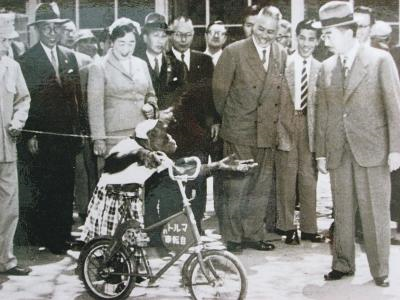
昭和天皇に近寄るスージー

スージー（英：Susie、1948年頃 - 1969年3月20日）は、恩賜上野動物園で飼育されていたメスのチンパンジーである。自転車乗りや竹馬、ローラースケートなどをこなす芸達者として知られ、上野動物園を代表する人気者としてしばしばマスコミに取り上げられた。1956年には、上野動物園を訪問した昭和天皇と握手を交わしている。

## 生涯
上野動物園では、第2次世界大戦前に4頭のチンパンジーを導入した記録がある。最初の2頭はドイツからの輸入で、当時4歳のオスとメスがタンチョウ2つがいとの交換で1938年1月28日に来園した。オスは「ラインハルト」、メスは「バビーナ」という名で、自転車乗りなどの芸を披露して人気を博することになった。しかし、2頭は結核に罹患したために1939年6月と9月に相次いで死亡してしまった。次の2頭も1941年に同じくドイツから購入された。このときの内訳はオス2頭、メス1頭であったが、そのうちオスの1頭は熊本市動植物園に送られている。残った2頭は上野動物園の人気者となったがやはり短命で、オスが1943年5月2日に肺炎で死亡し、メスも1945年7月に死亡している。
スージーが上野動物園に来園したのは、第2次世界大戦の終了後、1951年のことであった。当時3歳のスージーは、オスのチンパンジーで当時7歳の「ビル」（Bill）とともにアメリカ合衆国カリフォルニア州ハーモサビーチのマリン・エンタープライズという動物商を通して同年5月18日に上野動物園に到着した。スージーは、1950年10月に同じ動物商から購入されたカリフォルニアアシカのオス「ポチ」とともに、1952年の上野動物園開園70周年記念祭のステージで芸を披露すべく訓練されることになった。スージーとポチの訓練を担当した飼育係2人にはともに動物の調教の経験はなく、兵庫県の宝塚動植物園まで出向いて調教の心得を学ぶほどであった。このときの調教計画では、スージーは「ピアノ弾き、自転車乗り、食事、手押し車、棒渡り、竹馬」、ポチには「アルプス越え、拍手、輪投げ、横転、逆立ち、傘乗り」が教え込まれることに決まった。
訓練期間中は2人の飼育係は班を組み、一方の休務日にはもう一方が相手の動物の面倒を見ていた。スージーもポチも普段は従順だったが、飼育係が代番となると反抗することがあり、2人の飼育係はともに生傷が絶えないありさまだった。担当の飼育係にも時には従わないことがあって、飼育係がスージーに一輪車を教えこんでいる際に、スージーは隙を見て逃げ出した。飼育係は当然スージーを追いかけたが、1.5メートルの高さがあるステージから飛び下りた際にかかとをくじいてしまい、翌日から半月ほど休養を余儀なくされた。賢いスージーは飼育係の負傷を目の当たりにして反省したようで、代番の飼育係にも反抗するようなことはなくなった。負傷が回復した飼育係が訓練を再開すると、スージーは一輪車に熱心に取り組んで自分の得意芸とした。上野動物園開園70周年記念祭の当日、スージーとポチは飼育係の熱心な訓練の成果もあって見事な芸を披露し、ステージは大成功を収めた。記念祭の終了後も、引き続き野外劇場で芸を見せ、本放送が開始されて間もないころのテレビにも出演してスージーとポチは一層の人気を博することになった。
スージーは一輪車以外にも竹馬、自転車、綱渡りやローラースケートなどの多彩な芸を習得していた。ステージ初出演の昭和27年度（1952年）にスージーが見せた芸はピアノ弾き、三輪車乗り、食事だったが、翌年には自転車乗り、ベル鳴らし、お茶入れ、マリ投げ、綱渡りなどと芸域を広げていた。スージーが愛用していた自転車は、特別製のものであった。人間の子供が乗るサイズの自転車ではサドルの位置が低くて観客に見えづらいため、サドルとペダルの位置をスージーに合わせて高い位置に付け直したが、この改造は自転車の製造業者泣かせの難題となった。そのため、上野動物園側ではサドルの下に製造業者の名前を入れた円板を広告代わりに取り付けてせめてもの埋め合わせとした。
スージーはこの自転車に乗って、住居としていた類人猿舎と野外劇場の間を往復していた。野外劇場でのステージが終わると、飼育事務所に立ち寄って、当時飼育課長を務めていた林寿郎（後に上野動物園園長及び多摩動物公園初代園長となった）から10円玉1個を受け取り、売店に立ち寄ってキャラメルを購入することを日課にしていた。売店でもスージーの用件を心得ていて、キャラメルとおつりを手渡した。スージーは飼育事務所に戻ると、おつりを付き添っていた飼育係に渡し、それからキャラメルの箱を開けていた。スージーのこの行動は、飼育係が売店でキャラメルを購入するのを見ていて覚えたものだった。スージーは購入したキャラメルを時折他の飼育係にもプレゼントすることがあったが、その対象者は限られており、いつしか飼育係たちの間ではスージーからのキャラメルプレゼントがステータスシンボルとなっていた。当時上野動物園に獣医として勤務していた中川志郎（後に多摩動物公園園長、上野動物園園長、茨城県自然博物館館長、日本博物館協会会長などを歴任した）は、1954年7月29日に突然スージーからキャラメルを差し出されて驚いたという。後に中川は著書で「あんなに美味しいキャラメルを食べたことがない」とその感激を記している。
スージーは1956年に野外劇場のステージから引退することになり、11月3日に引退興行と2代目スージーこと「メリー」の襲名披露興行が開催された。引退後の1957年1月20日からは、ビルと同居を始め、関係は良好であった。ただし人間に育てられたビルは交尾を嫌い、2頭の間には子供は生まれなかった。
スージーは野外劇場に出演中だった1955年7月に「大腸瘻」という病気に罹患した。この病気は大腸炎の結果腸に穴ができ、そこから腸の内容物が腹腔内に入って腹膜炎を起こして大きな膿瘍ができるというもので、罹患の原因は不明だった。類人猿に属するスージーの治療には人間の医師が獣医よりも適切であろうとの判断から、上野動物園は都立駒込病院の医師に手術の執刀を依頼した。手術は成功し、スージーの「模範患者」としての振る舞いは執刀にあたった医師を驚かせるほどであった。スージーは約2か月の入院生活を過ごし、無事に回復している。しかし1969年3月にこの病気が再発し、再び手術を受けたものの、3月20日に死亡した。最期を看取った増井光子によれば、こん睡状態だったスージーは最期に一瞬だけ意識を回復して目を開けた。それは長年スージーと苦楽を共にした飼育係が駆けつけて、その名を呼んだからであった。スージーは飼育係の顔を見つめ、叫び声をあげるとそのまま絶命した。飼育係は「スージーが、さよなら!って言ったんだよ」と言っていた。
スージーの死後、ビルは1992年7月22日に48歳の高齢で死亡した。1969年8月29日に来園したメスの「ベレー」とも交尾することはなく、1985年1月24日に誕生したメスの「ルビー」は人工授精を試みた結果の子であった。ルビーは1988年12月1日にインドのニューデリー動物園に贈られ、残ったベレーも1993年11月2日に多摩動物公園に移動して、上野動物園でのチンパンジーの飼育展示は終了することになった。

## 昭和天皇との握手
スージーの名をさらに高めたのは、引退した年、1956年4月20日に昭和天皇が上野動物園を訪問したときに起こったハプニングであった。昭和天皇は1950年11月15日の訪問を最初として、第2次世界大戦終戦後の上野動物園への訪問は合計で6回を数え、このときは2回目の訪問であった。昭和天皇と香淳皇后は、当時上野動物園園長を務めていた古賀忠道の案内で園内を観覧し、野外劇場でのステージで行われた動物たちの舞台を楽しんでいた。ステージの終了後、古賀の先導でサル山方面に向かっていた昭和天皇と香淳皇后一行の前に、白のベレー帽と同色のブラウス、チェック模様の赤いスカートという舞台衣装のままで、スージーが自転車に乗って現れた。当初の予定では、スージーは一行から10メートルほど離れた位置で見送りを務める予定だった。しかし、見物人たちがスージーの出現で大きく道をあけるかたちとなったため、スージーは昭和天皇に近寄っていき、ひょいとその手を差し出した。昭和天皇は一瞬戸惑いの表情を見せたものの、すぐにスージーに手を差し出して、しっかりと握手を交わした。
実は、このハプニングをおぜん立てしたのは当時上野動物園で報道陣の担当を務めていた小森厚（後に多摩動物公園と上野動物園で飼育課長を務めた）であった。昭和天皇と香淳皇后の上野動物園訪問にあたって、東京都の広報担当者が指定した撮影場所は報道陣に不評だった。昭和天皇と動物が一緒にいる場面を撮影したいのに、この場所では昭和天皇の後ろ姿しか写せないというのがその理由であった。小森は報道陣に「よい場所を設定するから、そのチャンスを逃がさないように」と約束した。小森はスージーの飼育係と示し合わせて、自転車に乗ったスージーを昭和天皇一行の前に進めさせた。しかし、スージーと昭和天皇が握手を交わすことまでは小森も予期していなかった。報道カメラマンたちは、絶好のシャッターチャンスを逃がさなかった。昭和天皇とスージーが握手を交わす場面の写真は、その日の夕刊各紙の紙面を大きく飾った。翌日、園長室に前日付の夕刊紙の束を抱えた自転車の製造業者社長が訪れた。紙面には、昭和天皇とスージーの他に、製造業者の名前入りの円板もしっかりと写りこんでいた。社長は大喜びで、「今後、スージー様の自転車は、一切わが社で作らせていただきます」と請け合い、その後スージーの自転車が新調されるたびに、無償で提供されるようになった。
この当時はチンパンジーの性質や凶暴性についてはまだ未解明であり、動物園でもチンパンジーを擬人化して展示したり、観客に直に接せさせたりすることが一般に行われていた。またスージーが雌でまだ幼獣であったことも天覧に至った理由と考えられる。